# DeKalb County (Illinois)
Das DeKalb County ist ein County im US-amerikanischen Bundesstaat Illinois. Im Jahr 2010 hatte das County 105.160 Einwohner und eine Bevölkerungsdichte von 64 Einwohnern pro Quadratkilometer. Der Verwaltungssitz (County Seat) ist Sycamore.
Das DeKalb County ist Bestandteil der Metropolregion Chicago.

## Geografie
Das County liegt im westlichen Vorortbereich von Chicago im Norden von Illinois. Es hat eine Fläche von 1645 Quadratkilometern, wovon zwei Quadratkilometer Wasserflächen sind. An das DeKalb County grenzen folgende Nachbarcountys:
| Winnebago County       | Boone County   | McHenry County |
| Ogle County Lee County |                | Kane County    |
|                        | LaSalle County | Kendall County |

## Geschichte

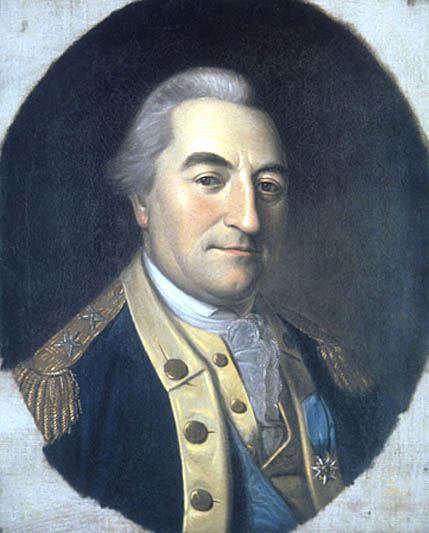
J. DeKalb

Das Gebiet des heutigen DeKalb County war früher besiedelt durch den Indianerstamm der Kishwaukee. Ein Gebiet mit riesigen Bäumen, fruchtbarem Boden und reichlich Wild. Nach dem Beginn der Besiedlung, hauptsächlich durch Siedler aus Kentucky sowie Verwundeten und Deserteuren aus den Truppen des Generals Winfield Scott auf der Suche nach Black Hawk 1832, wurde am 4. März 1837 das DeKalb County aus dem Kane County gebildet. Benannt wurde es nach Johann von Kalb, einem deutsch-amerikanischen General während der Amerikanischen Revolution. Bedingt durch die Massaker des Black Hawk kamen die Geschichten in die Presse und andere hörten auf diese Art von dem fruchtbaren Boden, worauf die Besiedlung schnelle Fortschritte machte.

## Demografische Daten

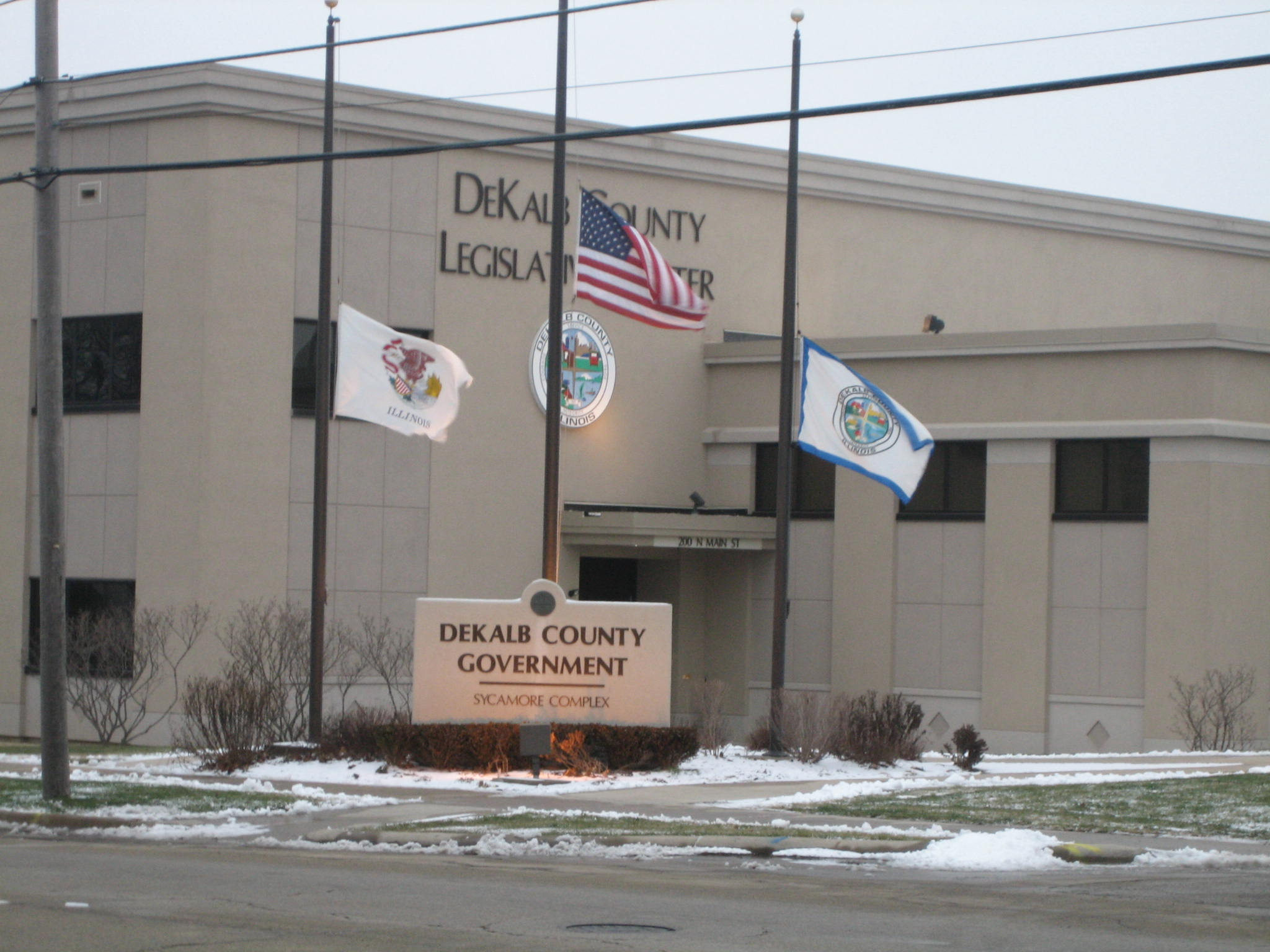
Das DeKalb County's Legislative Center in Sycamore

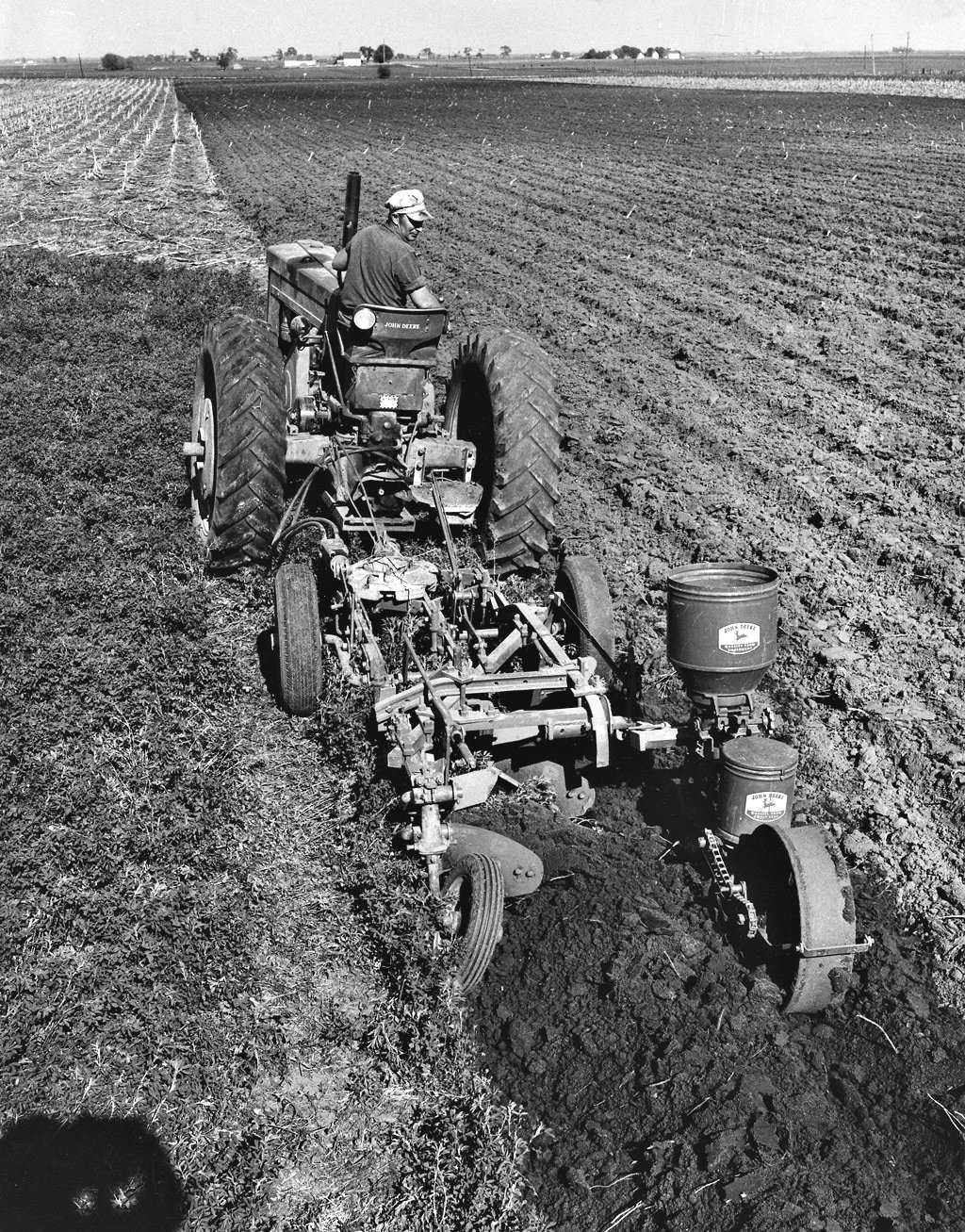
Landwirt bei der Feldarbeit im DeKalb County, 1958

Nach der Volkszählung im Jahr 2010 lebten im DeKalb County 105.160 Menschen in 37.825 Haushalten. Die Bevölkerungsdichte betrug 64 Einwohner pro Quadratkilometer. In den 37.825 Haushalten lebten statistisch je 2,52 Personen.
Ethnisch betrachtet setzte sich die Bevölkerung zusammen aus 88,3 Prozent Weißen, 6,8 Prozent Afroamerikanern, 0,4 Prozent amerikanischen Ureinwohnern, 2,7 Prozent Asiaten, 0,1 Prozent Polynesiern sowie aus anderen ethnischen Gruppen; 1,7 Prozent stammten von zwei oder mehr Ethnien ab. Unabhängig von der ethnischen Zugehörigkeit waren 10,5 Prozent der Bevölkerung spanischer oder lateinamerikanischer Abstammung.
21,9 Prozent der Bevölkerung waren unter 18 Jahre alt, 68,0 Prozent waren zwischen 18 und 64 und 10,1 Prozent waren 65 Jahre oder älter. 50,2 Prozent der Bevölkerung war weiblich.

Das jährliche Durchschnittseinkommen eines Haushalts lag bei 54.002 USD. Das Pro-Kopf-Einkommen betrug 24.179 USD. 14,6 Prozent der Einwohner lebten unterhalb der Armutsgrenze.

## Ortschaften im DeKalb County
Citys
- DeKalb
- Genoa
- Sandwich3
- Sycamore

Towns
- Cortland

Villages
| - Hinckley - Kingston - Kirkland | - Lee1 - Malta - Maple Park2 | - Shabbona - Somonauk4 - Waterman |

Unincorporated Communities
| - Afton Center - Charter Grove - Clare - Colvin Park - East Paw Paw1 | - Elva - Esmond - Fairdale - Five Points - Franks | - McGirr - Rollo - Shabbona Grove - Wilkinson |

1 – teilweise im Lee County

2 – überwiegend im Kane County

3 – teilweise im Kendall und im LaSalle County

4 – teilweise im LaSalle County

## Gliederung
Das DeKalb County ist in 19 Townships eingeteilt:
| Township          | Einwohner (2010) | FIPS     |
| ----------------- | ---------------- | -------- |
| Afton Township    | 861              | 17-00386 |
| Clinton Township  | 1.868            | 17-14988 |
| Cortland Township | 10.968           | 17-16483 |
| DeKalb Township   | 46.781           | 17-19174 |
| Franklin Township | 2.502            | 17-27650 |
| Genoa Township    | 5.704            | 17-28911 |
| Kingston Township | 3.519            | 17-40078 |
| Malta Township    | 1.608            | 17-46292 |
| Mayfield Township | 929              | 17-47696 |
| Milan Township    | 331              | 17-48983 |

| Township             | Einwohner (2010) | FIPS     |
| -------------------- | ---------------- | -------- |
| Paw Paw Township     | 334              | 17-58200 |
| Pierce Township      | 454              | 17-59676 |
| Sandwich Township    | 7.709            | 17-67561 |
| Shabbona Township    | 1.453            | 17-68835 |
| Somonauk Township    | 2.101            | 17-70473 |
| South Grove Township | 512              | 17-70837 |
| Squaw Grove Township | 2.802            | 17-72182 |
| Sycamore Township    | 14.425           | 17-74236 |
| Victor Township      | 299              | 17-77798 |
|                      |                  |          |